# Hellige grav
Talemåden: At tro den hellige grav velforvaret stammer angiveligt fra korstogenes tid, hvor Jesu grav en overgang var erobret fra muslimerne og dermed "velforvaret" – i sikre hænder.
Talemåden "at tro den hellige grav velforvaret" findes i T. Vogel-Jørgensen og
Poul Zerlang, Bevingede ord, 6. rev. udg., 1998. Det fremgår af dette opslagsværk, at (Tro den) hellige grav velforvaret er et internationalt
udtryk, der hentyder til de i århundreder herskende religiøse stridigheder i
Palæstina og udtrykker, at Kristi grav skulle være i god behold i de
kristnes hænder.
Aviserne, fx Børsen, Aktuelt og Jyllands-Posten, skrev 21.1.1967 at sproghistorikeren professor 
Johs. Brøndum-Nielsen i sit foredrag i 
Det Kongelige Danske Videnskabernes Selskab 20.1.1967 hævdede, at talemåden er opstået i Danmark og Nordtyskland omkring reformationen ved oversættelsen af Det Nye Testamente. I Matthæusevangeliets 27. kapitel står, at farisæerne
og de skriftkloge gik til Pontius Pilatus efter Jesu henrettelse og bad
landshøvdingen om at få graven forvaret, fordi de var bange for at disciplene
ville stjæle liget og påstå, at den døde var opstanden.
Romerne troede, at den hellige grav var vel forvaret, men det viste sig altså
at være en falsk forvisning, og det er jo også det, der ligger i talemåden. I
de nyere bibeloversættelser er udtrykket forvaret afløst af bevogtet.
At talemåden er international, som det hævdes i Bevingede ord, er altså ikke sandt ifølge Brøndum-Nielsen. Jørgen Bang har tilsvarende i 
Berlingske Tidende 31.3.1974 skrevet at han ikke har kunnet finde paralleller til talemåden i hovedsprogene. De udtrykker tanken på en anden måde, engelsk fx med everything is lovely in the garden eller live in a fool's paradise. Netop denne oplysning har Bang dog ladet udgå i optrykket af artiklen i bogen På talefod med sproget, 1980, s. 38-39. 
Tilføjelse: I T. Vogel-Jørgensens Bevingede Ord, Gad 1975, 5. udg., 2. oplag, står tilføjet – og det må vel være "gospel truth" – : "I Danmark først kendt på prent i Fr. Sneedorffs (1760-92) Samlede Skrifter 1.348; højst sandsynligt meget ældre."